# Michel Cormier
 (février 2022).
Pour les articles homonymes, voir Cormier (homonymie).
Michel Cormier (né en 1957 à Cocagne au Nouveau-Brunswick) est un journaliste canadien. De 2000 à 2010, il est un des correspondants internationaux du réseau français de Radio-Canada, notamment en Russie et en Chine. En juin 2011, il succède à Louise Imbeault à titre de directeur régional de Radio-Canada Acadie, et en avril 2012, il succède à Alain Saulnier à titre de directeur général de l'information.

## Biographie
Originaire du village de Cocagne dans le sud-est du Nouveau-Brunswick, Michel Cormier poursuit des études en journalisme à l'université Carleton d'Ottawa et en science politique (relations internationales) à l'Université Laval.
Il entre au service de la Société Radio-Canada dès l'obtention de son premier diplôme universitaire, en 1979. Il œuvre d'abord à la salle de nouvelles de Moncton de 1979 à 1983. De retour à Radio-Canada après ses études de maitrise (M.A), il prépare pendant sept ans des reportages d'affaires publiques à la radio, d'abord pour le magazine radiophonique Présent-Dimanche de 1986 à 1989, puis à Sunday Morning à la radio anglophone de la CBC. Le journaliste acadien revient au réseau français en tant que correspondant parlementaire à Ottawa (1993-1996), puis chef du bureau de la colline parlementaire des nouvelles télévisées de Radio-Canada à Québec.

## Correspondant international
Depuis avril 2000, Michel Cormier est correspondant de la télévision de Radio-Canada à l'étranger. Il a été en poste à Moscou, où il a notamment couvert le renversement du régime taliban en Afghanistan et à Paris (2004-2006).
En mai 2006, la direction de Radio-Canada a annoncé sa mutation au bureau de Beijing, où il couvrira l'actualité asiatique pour le compte du  réseau français du diffuseur public canadien. En octobre 2010, la direction de Radio-Canada a annoncé qu'il prendrait la direction de Radio-Canada Acadie. Il assume ces fonctions jusqu'au printemps 2012. En avril 2012, il revient à Montréal à titre de directeur général de l'information à Radio-Canada.

## Directeur général de la Commission des débats des chefs
Lors des élections de 2025, comme directeur général de la Commission des débats des chefs, il décide d'enfreindre les règles de la commission, afin d'accréditer largement des médias conspirationnistes et d'extrême-droite. Cinq représentants par médias sont autorisés le 16 avril, au lieu d'un seul. Cette décision est très critiquée.
Il choisit également d'exclure au dernier moment le leader du parti vert des deux débats , une décision que Jonathan Pedneault qualifie d’« infondée » et d’« antidémocratique ». Le coût de sa commission est également pointé du doigt.

## Auteur
Parallèlement à sa carrière de journaliste, Cormier a signé deux ouvrages biographiques sur d'anciens premiers ministres du Nouveau-Brunswick. En 1991, il publie Un dernier train pour Hartland, en collaboration avec son collègue Achille Michaud. Le livre raconte les 17 années du règne parfois agité de Richard Hatfield.
En 2004, il rédige la première biographie en français de l'ancien premier ministre Louis-J. Robichaud, intitulée Louis J. Robichaud : une révolution si peu tranquille. Cet ouvrage lui a valu le prix France-Acadie en 2005.
Il publie en 2006 La Russie des illusions, chez Leméac, une série d'essais sur la Russie et sa périphérie, finaliste pour le prix littéraire du gouverneur général, catégorie essai, 2007.
En 2011, il publie, toujours chez Leméac, Les Héritiers de Tiananmen une étude du mouvement démocratique chinois à la suite des manifestations de 1989.

## Honneurs
- 1988 - Prix Judith-Jasmin, catégorie radio
- 1994 - Prix Anik, catégorie reportage télé
- 2005 - Prix France-Acadie
- 2007 - Prix du gouverneur général, finaliste